# Václav František Rudolf
Václav František Rudolf (17. října 1851, Mladá Boleslav – 4. ledna 1937, tamtéž) byl český spisovatel, malíř, fotograf a divadelník, jedna z nejvýznamnějších osobností kulturního života konce 19. a začátku 20. století na Mladoboleslavsku. Je autorem několikrát vydané vzpomínkové knihy Staré obrázky boleslavské, kterou i sám ilustroval.

## Život
Narodil se v rodině výpravčího dostavníků v Mladé Boleslavi. Studoval na zdejším gymnáziu, poté pracoval jako advokátní koncipient a v letech 1876 - 1911 působil jako úředník a posléze ředitel městského magistrátu. Byl rovněž dlouholetým ředitelem zdejšího pěveckého sboru "Boleslav" a divadelního spolku "Kolár", zasloužil se mj. o založení Městského divadla, kde také hrál a za svého života vytvořil 368 divadelních rolí.
V. F. Rudolf byl všeumělem, kromě řezbářství a výzkumu v oblasti elektřiny se zabýval především kresbou a olejomalbou a patřil k průkopníkům české fotografie. Dodnes se dochoval stovky jeho unikátních kreseb a snímků, zachycujících dávno zaniklou podobu města od začátku poslední čtvrtiny 19. století. Celý život pilně přispíval fejetony, články a reportážemi do různých regionálních novin a časopisů.

## Dílo
Jeho stěžejním, dodnes živým dílem, je kniha Staré obrázky boleslavské, vydaná s Rudolfovými vlastními ilustracemi poprvé v roce 1907 (posledního vydání se dočkala v roce 2013). Líčí v ní poutavou a zábavnou formou nejrůznější podoby života ve městě z dob svého dětství a mládí, z 50. a 60. let 19. století.